# لی کاپس
لی کاپس (انگلیسی: Lee Capes؛ زادهٔ ۳ اکتبر ۱۹۶۱) بازیکن هاکی روی چمن اهل استرالیا بود.